# 平良正
平 良正（たいら の よしまさ）は、平安時代中期の武将。平高望の子。平良茂の子とする説もある。兄の良将は平将門の父。

## 略歴
筑波山麓の常陸国水守（現：茨城県つくば市水守）を本拠とし源護の娘を妻とした。護の子扶らと甥の将門が争い、扶ら兄弟が討ち死し兄・国香が巻き込まれ亡くなった際、父高望亡き後上総介を次ぎ一族の長であった良兼は不介入であったが、良正は一族の将門ではなく外縁の源氏に真っ先に加勢して将門と争った。この良正の行動により争いが益々激化する。承平5年（935年）10月、良正は将門追討の兵をあげ、それを察知した将門もすぐさま出陣、21日常陸国新治郡川曲村にて戦闘となる。双方激しく戦った末に良正は敗走、将門は翌日本拠の下総国豊田（現：茨城県常総市豊田）に引き上げた。
その後良正は上総の良兼に将門の乱暴を訴える。将門の岳父でありいわば親権者でもある良兼も放っておけず、承平6年（936年）6月、良兼は良正や国香の子貞盛らと共に下野国境にて将門と対戦、良兼が将門との対立の中心に立つようになり舅と婿の争いになった。現在は嫁入り婚であるが当時は婿が嫁の家に通うのが原則であり、良兼の娘が将門の元に走ったことにも抗争激化の一因がある。